# NGC 7476
NGC 7476 (другие обозначения — PGC 70427, ESO 290-45, MCG -7-47-15, IRAS23023-4322) — галактика в созвездии Журавль.
Этот объект входит в число перечисленных в оригинальной редакции «Нового общего каталога».